# Clytellus shibatai
Clytellus shibatai är en skalbaggsart som beskrevs av Hayashi 1977. Clytellus shibatai ingår i släktet Clytellus och familjen långhorningar. Inga underarter finns listade i Catalogue of Life.